# 김혜경 (기자)
김혜경은 대한민국의 언론인이다. 연세대학교 교육학과를 졸업하였고 1979년부터 2000년까지 한국경제신문 기자, 스포츠서울 기자, 여성잡지 '파르베' 편집장, 여성잡지 '퀸'의 편집장 등으로 활동하였다. 이후 전업주부로서 활동하다가 2002년에 자신의 경험을 바탕으로 맞벌이주부의 부엌살림 노하우를 정리한 《일하면서 밥해먹기》라는 책을 발간하였고 많은 여성들의 호응을 얻었다. 이 책의 발간 무렵에 인터넷 커뮤니티 《82cook》을 개설하였다.

## 저서
- 《일하면서 밥해먹기》. 디자인하우스. 2002년 9월 30일. ISBN 8970415149
- 《김혜경의 특별한 한상차림》. 웅진웰북. 2008년 12월 12일. ISBN 9788901090818
- 《요리가 좋아지는 부엌살림》. 디자인하우스. 2009년 4월 10일. ISBN 9788970419992
- 《요리의 여왕 김혜경의 칭찬받은 쉬운요리》. 웅진웰북. 2009년 9월 8일. ISBN 9788901098159
- <희망요리수첩> 디자인하우스 2004년11월30일 ISBN 8970419047